# Heteropoda cooloola
Heteropoda cooloola este o specie de păianjeni din genul Heteropoda, familia Sparassidae, descrisă de Davies, 1994.
Este endemică în Queensland. Conform Catalogue of Life specia Heteropoda cooloola nu are subspecii cunoscute.